# Jak se jí zadkem
Jak se jí zadkem (v anglickém originále How to Eat with Your Butt) je desátý díl páté řady amerického animovaného televizního seriálu Městečko South Park. Premiéru měl 14. listopadu 2001 na americké televizní stanici Comedy Central.

## Děj
Cartmanův žert při školním focení bude mít poslední kapku. Nechá totiž Kennyho vyfotit v poloze, při které mu koukají z kapuce půlky. Hned poté, co se tato fotka dostane na krabice od mléka, kam se dávají fotografie pohřešovaných, se v South Parku ukáže pár s půlkami zadku na obličeji, který se pokouší nalézt své ztracené dítě.

## Produkce
V této epizodě se poprvé objevují Kyleovy vlasy. Zápletka seriálu vychází z karikatur, které Parker nakreslil na střední škole a které zobrazují dva lidi se zadkem na obličeji.

## Zajímavosti
- Počítač v mlékárně je odkaz na seriál Star Trek, ve kterém počítač fungoval na velmi podobném principu.[2]